# Justin McCully
Justin McCully (Washington DC, 18 de fevereiro de 1976) é um estadunidense lutador de artes marciais mistas que mais recentemente compete no UFC na categoria de Pesos Pesados.

## Carreira
McCully treina na Team Punishment, com lutadores como Tito Ortiz, Kendall Grove, e o wrestler profissional Samoa Joe. McCully também treinou com BJ Penn em Hilo para o card de Penn contra Georges St-Pierre no UFC 94. Ele possui três lutas anteriores no UFC, uma vitória por decisão unânime sobre Antoni Hardonk no UFC Fight Night 9, uma perda por finalização contra Gabriel Gonzaga no UFC 86,  e uma vitória por decisão unânime sobre Eddie Sanchez no UFC: Fight For The Troops. McCully também foi escalado para lutar com Christian Wellisch no UFC 76, mas McCully foi substituído por Scott Junk. Ele também lutou com um antigo campeão do UFC, Evan Tanner, perdendo por finalização tpecnica em 1998 num evento da Pancrase.
McCully competiu contra Gabriel Gonzaga no UFC 86.  Ele perdeu por finalização apra Gonzaga com uma Chave Americana no primeiro round.
Após perder para Mike Russow no UFC 102, McCully foi demitido da organização junto de outros veteranos, como Hermes Franca, Chris Wilson, e Marcus Aurelio.
Justin possui dois filhos, sendo um amigo pessoal do lutador Rob Van Dam.

## Cartel
| Res.    | Cartel | Oponente           | Método                             | Evento                                        | Data                   | Round | Tempo | Local                                           | Notas |
| ------- | ------ | ------------------ | ---------------------------------- | --------------------------------------------- | ---------------------- | ----- | ----- | ----------------------------------------------- | ----- |
| Vitória | 11–5–2 | Justin Grizzard    | TKO (socos)                        | Resurrection Fight Alliance                   | 16 de dezembro de 2011 | 1     | 2:45  | Kearney, Nebraska, Estados Unidos               |       |
| Derrota | 10–5–2 | Mike Russow        | Decisão (unânime)                  | UFC 102                                       | 29 de agosto de 2009   | 3     | 5:00  | Portland, Oregon, Estados Unidos                |       |
| Vitória | 10–4–2 | Eddie Sanchez      | Decisão (unânime)                  | UFC: Fight For The Troops                     | 10 de dezembro de 2008 | 3     | 5:00  | Fayetteville, Carolina do Norte, Estados Unidos |       |
| Derrota | 9–4–2  | Gabriel Gonzaga    | Finalização (americana)            | UFC 86                                        | 5 de julho de 2008     | 1     | 1:57  | Las Vegas, Nevada, Estados Unidos               |       |
| Vitória | 9–3–2  | Antoni Hardonk     | Decisão (unânime)                  | UFC Fight Night: Stevenson vs. Guillard       | 5 de abril de 2007     | 3     | 5:00  | Las Vegas, Nevada, Estados Unidos               |       |
| Vitória | 8–3–2  | Ruben Villareal    | Finalização (front choke)          | Valor Fighting - San Manuel                   | 26 de outubro de 2006  | 1     | 3:48  | San Bernardino, Califórnia, Estados Unidos      |       |
| Vitória | 7–3–2  | Derek Thornton     | Finalização (Rear Naked Choke)     | Extreme Wars 5 - Battlegrounds                | 6 de outubro de 2006   | 1     | 2:20  | Honolulu, Hawaii, Estados Unidos                |       |
| Vitória | 6–3–2  | Ed de Kruijf       | Finalização (armbar)               | Venom - First Strike                          | 18 de setembro de 2004 | 1     | 0:48  | Huntington Beach, California, Estados Unidos    |       |
| Vitória | 5–3–2  | Dario Amorim       | Decisão (unânime)                  | Jungle Fight 1                                | 13 de setembro de 2003 | 3     |       | Manaus, Brasil                                  |       |
| Derrota | 4–3–2  | Ed de Kruijf       | Finalização (crucifix)             | It's Showtime - Exclusive                     | 22 de outubro de 2000  | 1     | N/A   | Haarlem, Países Baixos                          |       |
| Vitória | 4–2–2  | Errol Maduro       | Finalização                        | UFO Europe – Free Fight Gala                  | 28 de novembro de 1998 | N/A   | N/A   | Kijkduin, Países Baixos                         |       |
| Derrota | 3–2–2  | Mikhail Illoukhine | Finalização Técnica(achilles lock) | Rings – King of Kings 1999 Block A            | 28 de outubro de 1999  | 1     | 4:48  | Tokyo, Japão                                    |       |
| Vitória | 3–1–2  | Mario Neto         | Finalização (kneebar)              | WVC 9 – World Vale Tudo Championship 9        | 27 de setembro de 1999 | 1     | 1:53  | Aruba                                           |       |
| Derrota | 2–1–2  | Evan Tanner        | Finalização Técnica(kimura)        | Pancrase – 1998 Neo-Blood Tournament, Round 2 | 26 de julho de 1998    | 1     | 5:07  | Japão                                           |       |
| Vitória | 2–0–2  | Martin Emmen       | Finalização (armbar)               | Pancrase: 1998 Neo-Blood Tournament, Round 1  | 7 de julho de 1998     | 1     | 1:34  | Japão                                           |       |
| Vitória | 1–0–2  | Daisuke Ishii      | Decisão (unânime)                  | Pancrase: 1998 Neo-Blood Tournament, Round 1  | 7 de julho de 1998     | 2     |       | Japão                                           |       |
| Draw    | 0–0–2  | Daisuke Ishii      | Draw                               | Pancrase: Advance 4                           | 18 de março de 1998    | 2     |       | Japão                                           |       |
| Draw    | 0–0–1  | Kenji Akiyama      | Draw                               | Daidojuku: Wars 4                             | 11 de março de 1997    | 5     |       | Japão                                           |       |